# NUF2
Белок кинетохора Nuf2 (англ. Kinetochore protein Nuf2) — белок внешней пластины кинетохора, участвующий в процессе деления клетки. Продукт гена человека NUF2.

## Функции
Белок Nuf2 вместе с SPC25 и SPC24 входит в гетеротетрамерный комплекс NDC80 внешней пластины кинетохора, ассоциированный с центромером. Играет критическую роль в разделении хромосом и активности веретена деления в процессе деления клетки.

## Структура
Белок состоит из 464 аминокислот, молекулярная масса 54.3 кДа. N-терминальный участок (1—385) взаимодействует с N-терминальным участком NDC80, C-терминальный участок (386—464) связан с C-концом NDC80 и с подкомплексом SPC25/SPC24.